# Ulkeus discrepans
Ulkeus discrepans är en skalbaggsart som först beskrevs av August Reichensperger 1939.  Ulkeus discrepans ingår i släktet Ulkeus och familjen stumpbaggar. Inga underarter finns listade i Catalogue of Life.